# 札幌西インターチェンジ
札幌西インターチェンジ（さっぽろにしインターチェンジ）は、北海道札幌市手稲区・西区にあるハーフインターチェンジ。
上り線（小樽方向）入口、下り線（旭川・苫小牧方向）出口が設置されている。
出口料金所と札幌西本線料金所が設けられており、当ICから道央自動車道札幌本線料金所または札幌南本線料金所までは均一料金区間になっている。下り線（旭川・苫小牧方向）は本線料金所にて札幌西ICまでの料金と均一区間料金をまとめて支払う。
なお、周辺へのアクセス向上や新川ICでの渋滞対策の観点から、フルインターチェンジ化の要望が挙がっている。

## 歴史
- 1971年（昭和46年）12月4日：国道5号札幌小樽道路（札樽バイパス）として札幌西IC - 小樽IC間が暫定2車線で開通。なお、当時の名称は札幌ICであった[3]。また、札幌JCT方面に延伸されるまで、北5条手稲通をオーバークロスして札幌新道に直接出入りする暫定ランプが設置されていた[4]。
- 1973年（昭和48年）4月1日：札幌小樽道路が高速自動車国道（札樽自動車道）に昇格。
- 1974年（昭和49年）8月22日：札幌西IC - 小樽IC間が4車線化。
- 1992年（平成4年）9月30日：札幌西IC - 札幌JCT間が開通し、道央道と接続される。また、札幌西ICに本線料金所が設置され、銭函本線料金所は廃止となった。

## 周辺
宮の沢（西区）
- 白い恋人パーク（石屋製菓）
  - 宮の沢白い恋人サッカー場
- 札幌市生涯学習総合センター ちえりあ
- 札幌市手稲記念館
- 西友宮の沢店
- 宮の沢バスターミナル
- 宮の沢駅（札幌市営地下鉄・東西線）

発寒（西区）
- 発寒木工団地
- イオンモール札幌発寒
- 発寒駅（JR北海道・函館本線）

西宮の沢（手稲区）
- 宮の沢ショッピングセンター
- 札幌西ショッピングセンター

## 接続する道路
- 直接接続
  - 国道5号（札幌新道）
  - 北海道道124号宮の沢北一条線（北5条手稲通）

## 料金所
料金体系・収受方法については注意が必要。
総ブース数：9
札幌西出口
- ブース数：4
  - ETC専用：2
  - 一般：2

本線料金所（旭川・苫小牧方向）
- ブース数：5
  - ETC専用：2
  - 一般：3

## 利用状況
| 年度               | 1日平均 通行台数 | 出典    | 備考 |
| ------------------ | ---------------- | ------- | ---- |
| 2007年（平成19年） | 17,340           | [ * 2 ] |      |
| 2008年（平成20年） | 16,249           | [ * 3 ] |      |
| 2009年（平成21年） | 17,650           | [ * 4 ] |      |
| 2010年（平成22年） | 17,855           | [ * 5 ] |      |
| 2011年（平成23年） | 17,636           | [ * 6 ] |      |
| 2012年（平成24年） | 18,594           | [ * 6 ] |      |
| 2013年（平成25年） | 19,560           | [ * 6 ] |      |
| 2014年（平成26年） | 18,121           | [ * 6 ] |      |
| 2015年（平成27年） | 18,368           | [ * 6 ] |      |
| 2016年（平成28年） | 18,771           | [ * 6 ] |      |
| 2017年（平成29年） | 18,419           | [ * 1 ] |      |

## 隣
E5A 札樽自動車道
(5) 新川IC - (6) 札幌西IC/TB - (7) 手稲IC